# Saint-Silvain-Bas-le-Roc
Saint-Silvain-Bas-le-Roc é uma comuna francesa na região administrativa da Nova Aquitânia, no departamento de Creuse. Estende-se por uma área de 15,32 km². Em 2010 a comuna tinha 406 habitantes (densidade: 26,5 hab./km²).